# Treppelsee
Treppelsee wird der See östlich des Großen Treppelsees genannt.  Man findet ihn zwischen Siehdichum und Bremsdorf, südlich von Müllrose in Brandenburg im Naturpark Schlaubetal. 
Der See wird von einem kleinen Quell am Ostufer gespeist und erhielt über die Grabensysteme der Fischteiche, welche in den 1920er Jahren angelegt wurden, ein Zu- und Abflusssystem zum Planfließ. Dieses Grabensystem heißt Graben vom Treppelsee, es diente auch der Entwässerung der Fischteiche, wenn es nötig wurde, in Richtung Stiller Treppelsee.

## Namensgebung
Der Name Treppel-See war schon 1742 bekannt, umgangssprachlich Stiller Treppelsee oder Schafwäsche genannt, es findet sich auch die Bezeichnung Kleiner See, wobei hier nicht auszuschließen wäre, dass sich die Angaben auf den Kleinen Treppelsee beziehen. Ausführlicheres zur Namensdeutung siehe Großer Treppelsee.

## Fischerei
Es gibt vor allem Bestände von Aal, Barsch, Brachse, Hecht, Karpfen, Rotauge, Rotfeder, Schleien, Wels und Zander. Das Angeln ist unter besonderer Berücksichtigung der Schutzbestimmungen des Naturparks Schlaubetal gestattet.